# Samia Bejaoui
Samia Bejaoui – tunezyjska zapaśniczka walcząca w stylu wolnym. Zajęła 22. miejsce na mistrzostwach świata w 2005. Zdobyła cztery medale na mistrzostwach Afryki w latach 2003 - 2009. Wygrała mistrzostwa arabskie w 2010. Piąta na igrzyskach śródziemnomorskich w 2005 roku.